# Alicia Vikander
Alicia Amanda Vikander (wym. [aˈliːsɪa vɪˈkandɛr]; ur. 3 października 1988 w Göteborgu) – szwedzka aktorka. Laureatka Oscara dla najlepszej aktorki drugoplanowej za rolę w Dziewczynie z portretu (2015) Toma Hoopera.

## Życiorys

### Rodzina i edukacja
Urodziła się w Göteborgu. Jej rodzicami są: aktorka Maria Fahl Vikander i psychiatra Svante Vikander, którzy rozstali się, kiedy ich córka miała zaledwie pięć miesięcy. Ma przyrodnie rodzeństwo od strony ojca – dwie siostry i trzech braci.
Zanim rozpoczęła karierę aktorską, przez dziewięć lat uczyła się tańca w Royal Swedish Ballet School. W wieku 15 lat przeprowadziła się do Sztokholmu, mając nadzieję, że zostanie pierwszą solistką, ale z powodu kontuzji była zmuszona porzucić karierę baletnicy. Po ukończeniu szkoły baletowej postanowiła spróbować sił w aktorstwie, grając w szwedzkich serialach. Trzykrotnie próbowała dostać się do szkoły teatralnej, jednak ani razu się nie udało. Została przyjęta do szkoły prawniczej, jednak przed rozpoczęciem roku szkolnego, otrzymała główną rolę w filmie Till det som är vackert, co z czasem przesądziło o porzuceniu studiów.

### Pierwsze kroki w aktorstwie
Karierę aktorską rozpoczęła w 2002 występem w filmie Min balsamerade mor. Przez niemal kolejną dekadę pojawiała się wyłącznie w produkcjach szwedzkich. Rozpoznawalność w Szwecji przyniosła jej rola Jossan Tegebrandt Björn w serialu Andra Avenyn. Na wielkim ekranie zadebiutowała rolą w filmie Lisy Langseth Till det som är vackert (2010). Za występ w tym filmie otrzymała Złotego Żuka dla najlepszej aktorki i nagrody „wschodzącej gwiazdy” podczas Berlinale i Międzynarodowego Festiwalu Filmowego w Sztokholmie. Następnie wystąpiła w dramacie Klejnoty Koronne (2011).

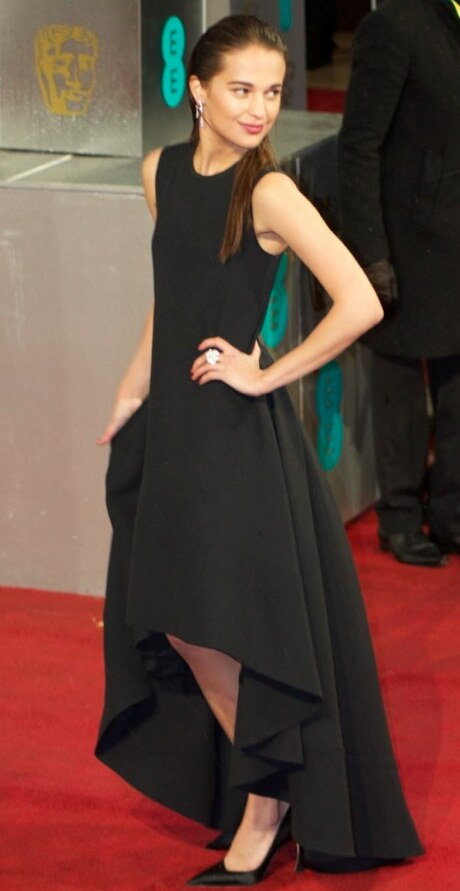
Vikander (2013)

Zagrała drugoplanową rolę Kitty w kasowym melodramacie Anna Karenina (2012), będącym ekranizacją powieści Lwa Tołstoja pod tym samym tytułem, który zyskał przychylność krytyków. W tym samym roku zagrała główną kobiecą rolę w melodramacie historycznym – Kochanek królowej, który był nominowany do Oscara dla najlepszego filmu nieanglojęzycznego.
We wrześniu 2013 w kinach odbyła się premiera dramatu biograficznego Piąta władza, w którym Vikander zagrała drugoplanową rolę Anke Domscheit-Berg. W tym samym roku zagrała kobietę popadającą w depresję poporodową po urodzeniu chorego syna w dramacie Lisy Langseth Hotel. W 2014 roku w kinach pojawiły się trzy produkcje z udziałem Vikander: Son of a Gun, Testament młodości i Siódmy syn.

### Przełom w karierze

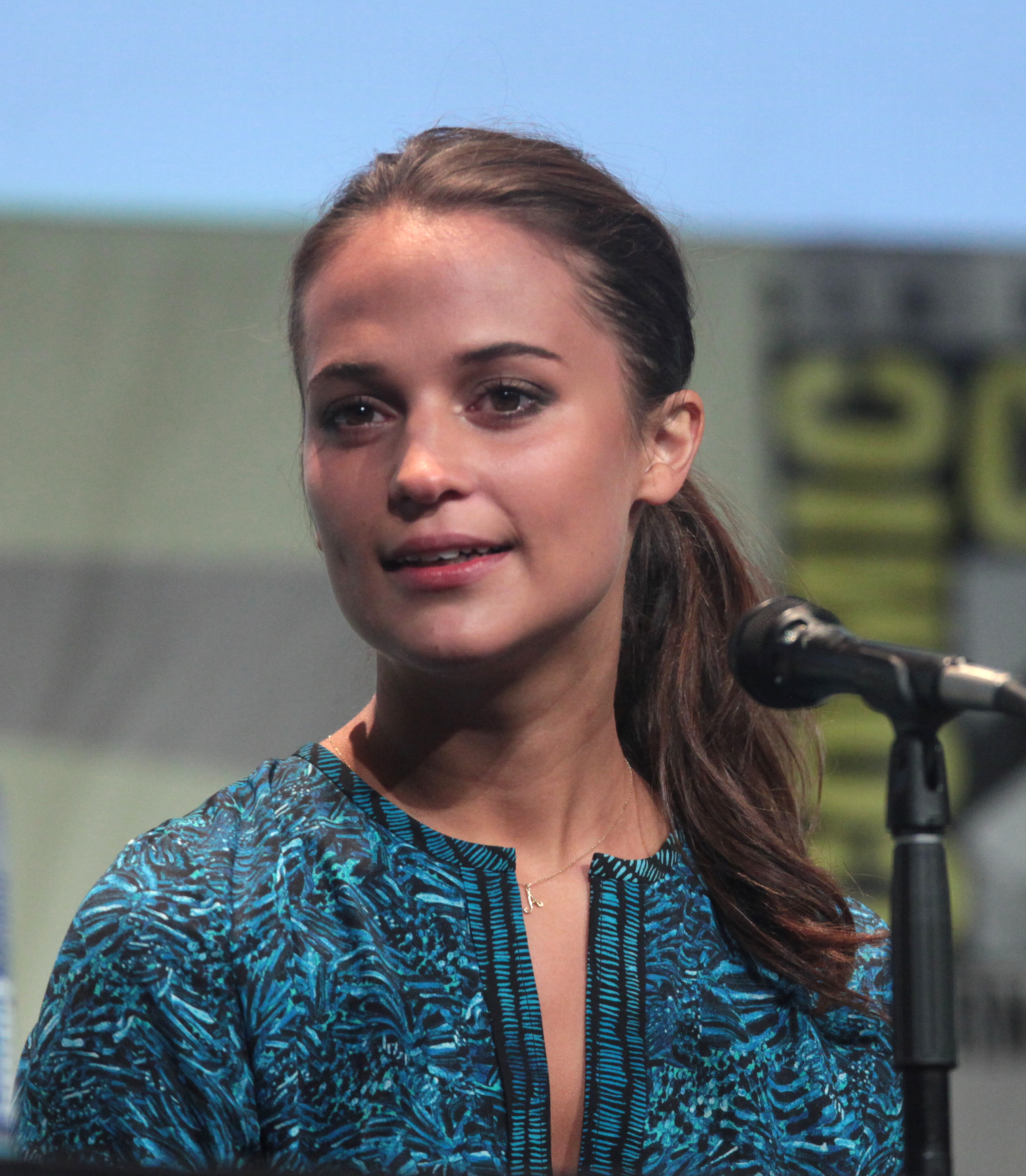
Vikander (2015)

W styczniu 2015 odbyła się premiera filmu Ex Machina, w którym Vikander zagrała sztuczną inteligencję pod postacią androida. Za rolę w tym filmie otrzymała swoją pierwszą w karierze nominację do Złotego Globu dla najlepszej aktorki drugoplanowej. Film zebrał wiele pozytywnych recenzji wśród krytyków, a Vikander została uznana przez brytyjski The Telegraph „gwiazdą filmu”.
W 2015 premierę miały trzy kinowe produkcje z udziałem Vikander: film akcji Kryptonim U.N.C.L.E., komediodramat Ugotowany i dramat biograficzny Dziewczyna z portretu. W trzecim z filmów wcieliła się w postać Gerdy Wegener, żony malarza Einara Mogensa Wegenera, których małżeństwo zostaje poddane próbie, gdy mężczyzna zmienia płeć, a za występ w produkcji została nominowana do wielu nagród, m.in. do BAFTY, Złotego Globu i Oscara. Wokół tej ostatniej nominacji pojawiły się kontrowersje, ponieważ Vikander pojawia się na ekranie przez połowę filmu, co kwalifikuje ją do nagród dla aktorek pierwszoplanowych, jednak zdobyty przez nią Oscar dotyczył kategorii aktorek drugoplanowych – co odbiło się szerokim echem w krytyce Akademii. Była to decyzja dystrybutora filmu – Focus Features – który uznał, że aktorka będzie miała większe szanse na zdobycie nagrody w kategoriach drugoplanowych, niż pierwszoplanowych.

### Od 2016
W 2016 dołączyła do obsady filmu Jason Bourne, w którym wcieliła się w Heather Lee, szefową Wywiadu Cybernetycznego CIA. Film okazał się sukcesem finansowym, zarabiając na całym świecie 415 mln dol. Pod koniec roku odbyła się premiera dramatu Światło między oceanami, w którym Vikander zagrała postać Isabel Graysmark. Film przyjął mieszane recenzje, chwaląc dobrą grę aktorską, a negując sposób przedstawienia historii. W 2018 premierę miał film Tomb Raider, w którym Vikander zagrała Larę Croft, bohaterkę gier komputerowych z serii Tomb Raider.

## Życie prywatne
Uważa się za osobę bezwyznaniową. Mieszka w Londynie. W grudniu 2014 związała się z Michaelem Fassbenderem, którego poznała na planie filmu Światło między oceanami i za którego wyszła w październiku 2017. W 2021 urodziła syna.

## Filmografia
| Rok  | Film                                    | Reżyser                       | Rola                 |
| ---- | --------------------------------------- | ----------------------------- | -------------------- |
| 2010 | Till det som är vackert                 | Lisa Langseth                 | Katarina             |
| 2011 | Klejnoty koronne                        | Ella Lemhagen                 | Fragancia Fernandez  |
| 2012 | Anna Karenina                           | Joe Wright                    | Kitty                |
| 2012 | Kochanek królowej                       | Nikolaj Arcel                 | Caroline Mathilde    |
| 2013 | Piąta władza                            | Bill Condon                   | Anke Domscheit       |
| 2013 | Hotel                                   | Lisa Langseth                 | Erika                |
| 2014 | Testament młodości                      | James Kent                    | Vera Brittain        |
| 2014 | Son of a Gun                            | Julius Avery                  | Tasha                |
| 2014 | Siódmy syn                              | Siergiej Bodrow               | Alice                |
| 2015 | Ex Machina                              | Alex Garland                  | Ava                  |
| 2015 | Kryptonim U.N.C.L.E.                    | Guy Ritchie                   | Gaby                 |
| 2015 | Dziewczyna z portretu                   | Tom Hooper                    | Gerda Wegener        |
| 2015 | Ugotowany                               | John Wells                    | Anne Marie           |
| 2016 | Jason Bourne                            | Paul Greengrass               | Heather Lee          |
| 2016 | Światło między oceanami                 | Derek Cianfrance              | Isabel Graysmark     |
| 2017 | Tulipanowa gorączka                     | Justin Chadwick               | Sophia               |
| 2017 | Zanurzeni                               | Wim Wenders                   | Danielle Flinders    |
| 2017 | Birds Like Us                           | Faruk Sabanovic, Amela Cuhara | Huppu                |
| 2017 | Euphoria                                | Lisa Langseth                 | Ines                 |
| 2018 | Tomb Raider                             | Roar Uthaug                   | Lara Croft           |
| 2019 | Ptak, który zwiastował trzęsienie ziemi | Wash Westmoreland             | Lucy Fly             |
| 2020 | The Glorias                             | Julie Taymor                  | młoda Gloria Steinem |
| 2021 | Blue Bayou                              | Justin Chon                   | Kathy LeBlanc        |
| 2021 | Zielony Rycerz. Green Knight            | David Lowery                  | Essel / The Lady     |
| 2021 | Beckett                                 | Ferdinando Cito Filomarino    | April                |
| 2023 | Firebrand                               | Karim Aïnouz                  | Catherine Parr       |
| 2024 | The Assessment                          | Fleur Fortuné                 | Asesor               |

| Rok       | Film                             | Rola                    | Uwagi               |
| --------- | -------------------------------- | ----------------------- | ------------------- |
| 2002      | Min balsamerade mor              | Ebba Du Rietz           | film telewizyjny    |
| 2003      | De drabbade                      | Drabbad Mörker          | serial (1 odc.)     |
| 2005      | En decemberdröm                  | Tony                    | serial (13 odc.)    |
| 2006      | Standing Outside Doors           | Alicia                  | krótkometrażowy     |
| 2007      | Darkness of Truth                | Sandra Svensson         | krótkometrażowy     |
| 2007      | The Rain                         | Tancerka                | krótkometrażowy     |
| 2007      | Levande föda                     | Linda                   | serial (3 odc.)     |
| 2007–2008 | Andra Avenyn                     | Jossan Tegebrandt Björn | serial (39 odc.)    |
| 2008      | Höök                             | Katarina                | serial (2 odc.)     |
| 2008      | Mam na imię Love                 | Fredrika                | krótkometrażowy     |
| 2009      | Susans längtan                   | Dziewczyna w mieszkaniu | krótkometrażowy     |
| 2011      | Jeu de chiennes                  | Alicia Vikander         | krótkometrażowy     |
| 2015      | The Magic Diner                  | Alicia Vikander         | krótkometrażowy     |
| 2015      | Ingrid Bergman: własnymi słowami | Ingrid Bergman          | głos                |
| 2022      | Irma Vep                         | Mira                    | miniserial (8 odc.) |

## Nagrody i nominacje
| Nagroda                                         | Rok  | Kategoria                             | Film                                                                                          |
| ----------------------------------------------- | ---- | ------------------------------------- | --------------------------------------------------------------------------------------------- |
| Alliance of Women Film Journalists              | 2016 | Best Breakthrough Performance         | Dziewczyna z portretu Ex Machina Testament młodości                                           |
| Austin Film Critics Association                 | 2015 | Najlepsza aktorka drugoplanowa        | Ex Machina                                                                                    |
| Awards Circuit Community Awards                 | 2015 | Najlepsza aktorka drugoplanowa        | Ex Machina                                                                                    |
| Berlinale                                       | 2011 | Shooting Stars                        | całokształt                                                                                   |
| Chicago Film Critics Association                | 2015 | Najlepsza aktorka drugoplanowa        | Ex Machina                                                                                    |
| COFCA Award                                     | 2016 | Najlepsza aktorka drugoplanowa        | Ex Machina                                                                                    |
| COFCA Award                                     | 2016 | Aktor roku                            | Dziewczyna z portretu Ex Machina Kryptonim U.N.C.L.E. Siódmy syn Testament młodości Ugotowany |
| Critics’ Choice Movie Awards                    | 2016 | Najlepsza aktorka drugoplanowa        | Dziewczyna z portretu                                                                         |
| Denver Film Critics Society                     | 2016 | Najlepsza aktorka drugoplanowa        | Ex Machina                                                                                    |
| Detroit Film Critics Society                    | 2015 | Najlepsza aktorka drugoplanowa        | Dziewczyna z portretu                                                                         |
| Detroit Film Critics Society                    | 2015 | Breakthrough Artist                   | Dziewczyna z portretu Ex Machina                                                              |
| Dorian Awards                                   | 2016 | Wschodząca gwiazda                    | całokształt                                                                                   |
| Empire Awards                                   | 2016 | Najlepsza aktorka                     | Dziewczyna z portretu                                                                         |
| GFCA Award                                      | 2016 | Najlepsza aktorka drugoplanowa        | Ex Machina                                                                                    |
| GFCA Award                                      | 2016 | Breakthrough Award                    | Dziewczyna z portretu Ex Machina Kryptonim U.N.C.L.E. Siódmy syn Testament młodości Ugotowany |
| Gold Derby Awards                               | 2016 | Najlepsza aktorka drugoplanowa        | Ex Machina                                                                                    |
| Gold Derby Awards                               | 2016 | Breakthrough Performer                | całokształt                                                                                   |
| Golden Schmoes Awards                           | 2015 | Najlepsza aktorka drugoplanowa        | Ex Machina                                                                                    |
| Golden Schmoes Awards                           | 2015 | Best T&A of the Year                  | Ex Machina                                                                                    |
| Guldbagge Awards                                | 2011 | Najlepsza aktorka                     | Till det som är vackert                                                                       |
| Hamptons International Film Festival            | 2012 | Variety’s Ten Actors to Watch         | całokształt                                                                                   |
| Hollywood Film Awards                           | 2015 | Breakout Actress                      | Dziewczyna z portretu                                                                         |
| International Filmfestival Mannheim-Heidelberg  | 2010 | Special Mention                       | Till det som är vackert                                                                       |
| Ischia Film Festival                            | 2015 | Breakout Actress of the Year          | całokształt                                                                                   |
| KCFCC Award                                     | 2015 | Najlepsza aktorka drugoplanowa        | Ex Machina                                                                                    |
| Los Angeles Film Critics Association            | 2015 | Najlepsza aktorka drugoplanowa        | Ex Machina                                                                                    |
| Mannheim-Heidelberg International Film Festival | 2010 | International Competition             | Till det som är vackert                                                                       |
| Marrakech International Film Festival           | 2013 | Najlepsza aktorka                     | Hotel                                                                                         |
| Molodist International Film Festival            | 2011 | Najlepsza aktorka młodego pokolenia   | Till det som är vackert                                                                       |
| Nagroda Gildii Aktorów Ekranowych               | 2016 | Najlepsza aktorka drugoplanowa        | Dziewczyna z portretu                                                                         |
| Nevada Film Critics Society                     | 2015 | Najlepsza aktorka drugoplanowa        | Ex Machina                                                                                    |
| New York Film Critics Online                    | 2015 | Best Breakthrough Performance         | Dziewczyna z portretu Ex Machina                                                              |
| North Carolina Film Critics Association         | 2016 | Najlepsza aktorka drugoplanowa        | Ex Machina                                                                                    |
| Oklahoma Film Critics Circle Awards             | 2016 | Najlepsza aktorka drugoplanowa        | Ex Machina                                                                                    |
| Oklahoma Film Critics Circle Awards             | 2016 | Best Body of Work                     | Dziewczyna z portretu Ex Machina Testament młodości Ugotowany                                 |
| Online Film & Television Association            | 2016 | Best Breakthrough Performance: Female | Ex Machina                                                                                    |
| Oscar                                           | 2016 | Najlepsza aktorka drugoplanowa        | Dziewczyna z portretu                                                                         |
| Palm Springs International Film Festival        | 2016 | Wschodząca Gwiazda                    | Dziewczyna z portretu                                                                         |
| Phoenix Critics Circle                          | 2015 | Najlepsza aktorka drugoplanowa        | Ex Machina                                                                                    |
| Phoenix Film Critics Society Awards             | 2015 | Najlepsza aktorka drugoplanowa        | Dziewczyna z portretu                                                                         |
| Phoenix Film Critics Society Awards             | 2015 | Breakthrough Performance              | Ex Machina                                                                                    |
| San Diego Film Critics Society                  | 2015 | Best Body of Work                     | Dziewczyna z portretu Ex Machina Kryptonim U.N.C.L.E. Ugotowany                               |
| San Diego Film Critics Society                  | 2016 | Virtuoso Award                        | całokształt                                                                                   |
| Satelita                                        | 2016 | Najlepsza aktorka drugoplanowa        | Dziewczyna z portretu                                                                         |
| Southeastern Film Critics Association Awards    | 2015 | Najlepsza aktorka drugoplanowa        | Ex Machina                                                                                    |
| St. Louis Gateway Film Critics Association      | 2015 | Najlepsza aktorka drugoplanowa        | Ex Machina                                                                                    |
| Stockholm International Film Festival           | 2010 | Wschodząca gwiazda                    | całokształt                                                                                   |
| Toronto Film Critics Association                | 2015 | Najlepsza aktorka drugoplanowa        | Ex Machina                                                                                    |
| Vancouver Film Critics Circle                   | 2015 | Najlepsza aktorka drugoplanowa        | Ex Machina                                                                                    |
| Washington D.C. Area Film Critics Association   | 2015 | Najlepsza aktorka drugoplanowa        | Ex Machina                                                                                    |
| Women Film Critics Circle                       | 2015 | The Invisible Woman Award             | Dziewczyna z portretu                                                                         |

| Nagroda                                       | Rok  | Kategoria                                    | Film                             |
| --------------------------------------------- | ---- | -------------------------------------------- | -------------------------------- |
| AACTA                                         | 2016 | Najlepsza aktorka drugoplanowa (zagraniczna) | Dziewczyna z portretu            |
| Alliance of Women Film Journalists            | 2013 | Best Breakthrough Performance                | Kochanek królowej                |
| Alliance of Women Film Journalists            | 2016 | Najlepsza aktorka drugoplanowa               | Ex Machina                       |
| Austin Film Critics Association               | 2015 | Best Breakthrough Artist                     | Ex Machina                       |
| BAFTA                                         | 2013 | Wschodząca Gwiazda                           | całokształt                      |
| BAFTA                                         | 2016 | Najlepsza aktorka                            | Dziewczyna z portretu            |
| BAFTA                                         | 2016 | Najlepsza aktorka drugoplanowa               | Ex Machina                       |
| Bodil                                         | 2013 | Najlepsza aktorka                            | Kochanek królowej                |
| Boston Society of Film Critics                | 2015 | Najlepsza aktorka drugoplanowa               | Ex Machina                       |
| CinEuphoria Awards                            | 2017 | Najlepsza aktorka drugoplanowa (zagraniczna) | Światło między oceanami          |
| COFCA Award                                   | 2016 | Najlepsza aktorka                            | Dziewczyna z portretu            |
| Dallas–Fort Worth Film Critics Association    | 2015 | Najlepsza aktorka drugoplanowa               | Dziewczyna z portretu Ex Machina |
| Denver Film Critics Society                   | 2016 | Najlepsza aktorka                            | Dziewczyna z portretu            |
| Detroit Film Critics Society                  | 2015 | Najlepsza aktorka drugoplanowa               | Ex Machina                       |
| Empire Awards                                 | 2013 | Best Female Newcomer                         | Anna Karenina                    |
| Empire Awards                                 | 2015 | Najlepsza aktorka                            | Ex Machina                       |
| Europejska Nagroda Filmowa                    | 2015 | Najlepsza aktorka                            | Ex Machina                       |
| Florida Film Critics Circle                   | 2015 | Najlepsza aktorka drugoplanowa               | Ex Machina                       |
| Florida Film Critics Circle                   | 2015 | Pauline Kael Breakout Award                  | Dziewczyna z portretu Ex Machina |
| Gold Derby Awards                             | 2016 | Najlepsza aktorka drugoplanowa               | Dziewczyna z portretu            |
| Golden Schmoes Awards                         | 2015 | Breakthrough Performance of the Year         | Ex Machina                       |
| Houston Film Critics Society                  | 2016 | Najlepsza aktorka drugoplanowa               | Dziewczyna z portretu Ex Machina |
| ICP Award                                     | 2015 | Najlepsza aktorka drugoplanowa               | Ex Machina                       |
| IFC Award                                     | 2016 | Najlepsza aktorka drugoplanowa               | Dziewczyna z portretu Ex Machina |
| Jupiter Award                                 | 2017 | Najlepsza aktorka (zagraniczna)              | Dziewczyna z portretu            |
| London Film Critics’ Circle                   | 2016 | Drugoplanowa aktorka roku                    | Ex Machina                       |
| MTV Movie Awards                              | 2016 | Najlepsza aktorka                            | Ex Machina                       |
| Nagrody Niezależnego Kina Brytyjskiego        | 2014 | Najlepsza aktorka                            | Testament młodości               |
| Nagrody Niezależnego Kina Brytyjskiego        | 2015 | Najlepsza aktorka                            | Dziewczyna z portretu            |
| National Society of Film Critics              | 2016 | Najlepsza aktorka drugoplanowa               | Ex Machina                       |
| Online Film & Television Association          | 2016 | Najlepsza aktorka drugoplanowa               | Ex Machina                       |
| Online Film Critics Society                   | 2015 | Najlepsza aktorka drugoplanowa               | Dziewczyna z portretu            |
| Phoenix Critics Circle                        | 2015 | Najlepsza aktorka drugoplanowa               | Dziewczyna z portretu            |
| Robert Award                                  | 2013 | Najlepsza aktorka                            | Kochanek królowej                |
| San Diego Film Critics Society                | 2015 | Najlepsza aktorka                            | Ex Machina                       |
| San Diego Film Critics Society                | 2015 | Najlepsza aktorka drugoplanowa               | Dziewczyna z portretu            |
| San Diego Film Critics Society                | 2015 | Breakthrough Artist                          | Dziewczyna z portretu Ex Machina |
| San Francisco Film Critics Circle             | 2015 | Najlepsza aktorka drugoplanowa               | Dziewczyna z portretu Ex Machina |
| Saturn Awards                                 | 2016 | Najlepsza aktorka drugoplanowa               | Ex Machina                       |
| Seattle Film Critics Awards                   | 2016 | Najlepsza aktorka drugoplanowa               | Ex Machina                       |
| St. Louis Gateway Film Critics Association    | 2015 | Najlepsza aktorka                            | Dziewczyna z portretu            |
| Teen Choice Awards                            | 2016 | Najlepsza aktorka w filmie dramatycznym      | Dziewczyna z portretu            |
| Teen Choice Awards                            | 2016 | Choice AnTEENcipated Movie Actress           | Jason Bourne                     |
| Utah Film Critics Association Awards          | 2015 | Najlepsza aktorka drugoplanowa               | Ex Machina                       |
| Vancouver Film Critics Circle                 | 2015 | Najlepsza aktorka drugoplanowa               | Dziewczyna z portretu            |
| Village Voice Film Poll                       | 2015 | Najlepsza aktorka drugoplanowa               | Ex Machina                       |
| Washington D.C. Area Film Critics Association | 2015 | Najlepsza aktorka drugoplanowa               | Dziewczyna z portretu            |
| Złoty Glob                                    | 2016 | Najlepsza aktorka w filmie dramatycznym      | Dziewczyna z portretu            |
| Złoty Glob                                    | 2016 | Najlepsza aktorka drugoplanowa               | Ex Machina                       |